# Гатка (река)
Гатка — река в Яворовском районе Львовской области Украины и Любачувском повяте Подкарпатского воеводства Польши. Правый приток реки Шкло (бассейн Вислы).
Длина реки 11 км (из них в пределах Украины — 4,5 км), площадь бассейна 39,9 км² (в пределах Украины — 19,1 км²). Русло слабо извилистое, пойма сравнительно узкая.
Берёт начало в лесном массиве севернее села Вельке-Очи (Польша). Течёт в пределах Терногородского плато на юго-восток, в низовьях — на юго-запад. Впадает в Шкло севернее посёлка городского типа Краковец.
На реке расположено село Свидница (в пределах Украины).